# Bommanhalli, Shahpur
Bommanhalli là một làng thuộc tehsil Shahpur, huyện Gulbarga, bang Karnataka, Ấn Độ.